# Adliges Gut

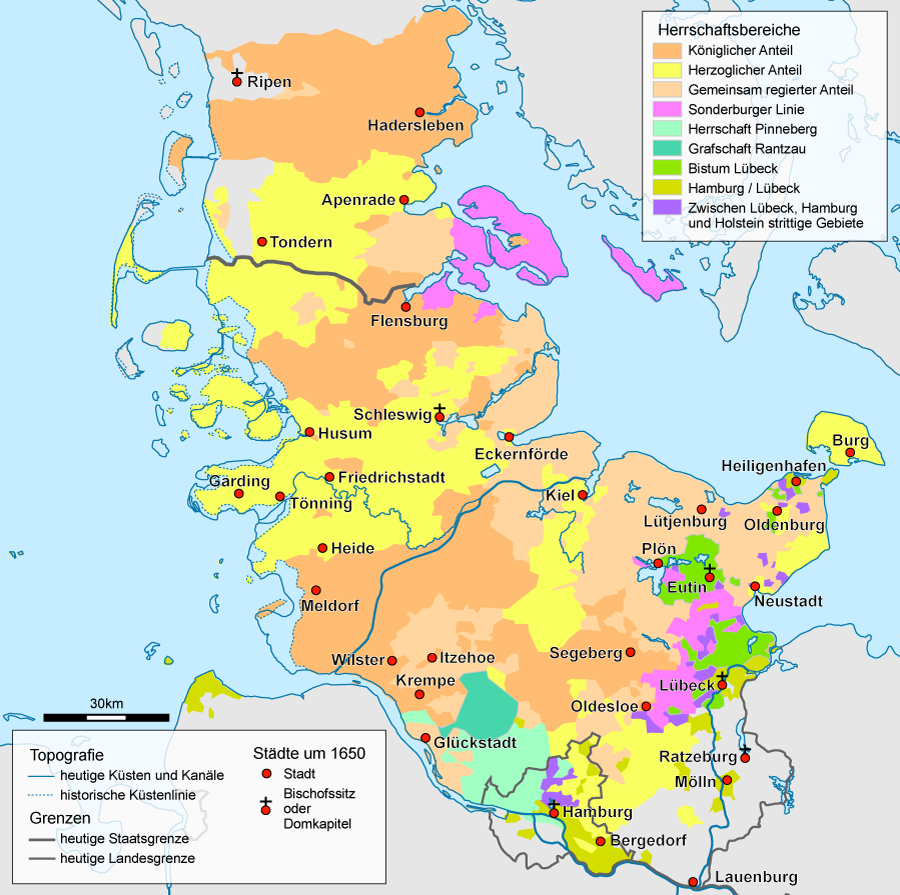
Schleswig und Holstein um 1650, die adligen Güterbezirke (hellorange) lagen vorwiegend im Osten der Herzogtümer und standen unter der gemeinsamen Oberhoheit der dänischen Könige und der Herzöge von Gottorf

Das adlige Gut bezeichnet – ähnlich dem Ritter- oder dem Kanzleigut – eine bestimmte Art von Gütern in den Herzogtümern Schleswig und Holstein. Im einstmals unabhängigen Herzogtum Lauenburg wurde auch von den sogenannten Adligen Gerichten gesprochen. Die adligen Güter waren landwirtschaftliche Betriebe und Verwaltungsbezirke zugleich. Sie bildeten vom Mittelalter bis zu ihrer Auflösung während der Weimarer Republik die vorherrschende Wirtschaftsform der drei Herzogtümer Schleswig, Holstein, Lauenburg. Die adligen Güter liegen historisch bedingt mehrheitlich im östlichen Landesteil.

## Geschichte

### Von der Grund- zur Gutsherrschaft

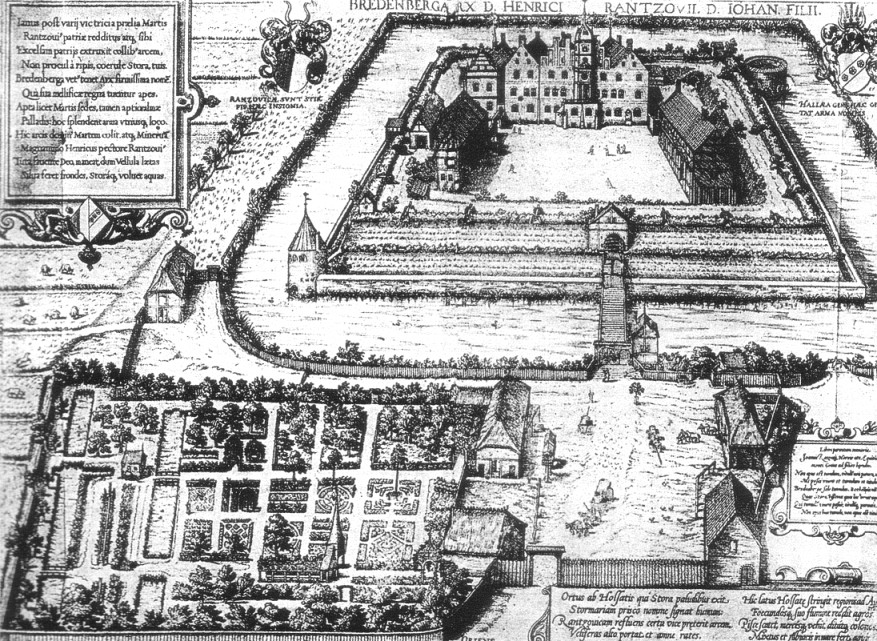
Gut Breitenburg um 1590. Vor dem befestigten Herrenhaus liegen der Garten und der Wirtschaftshof

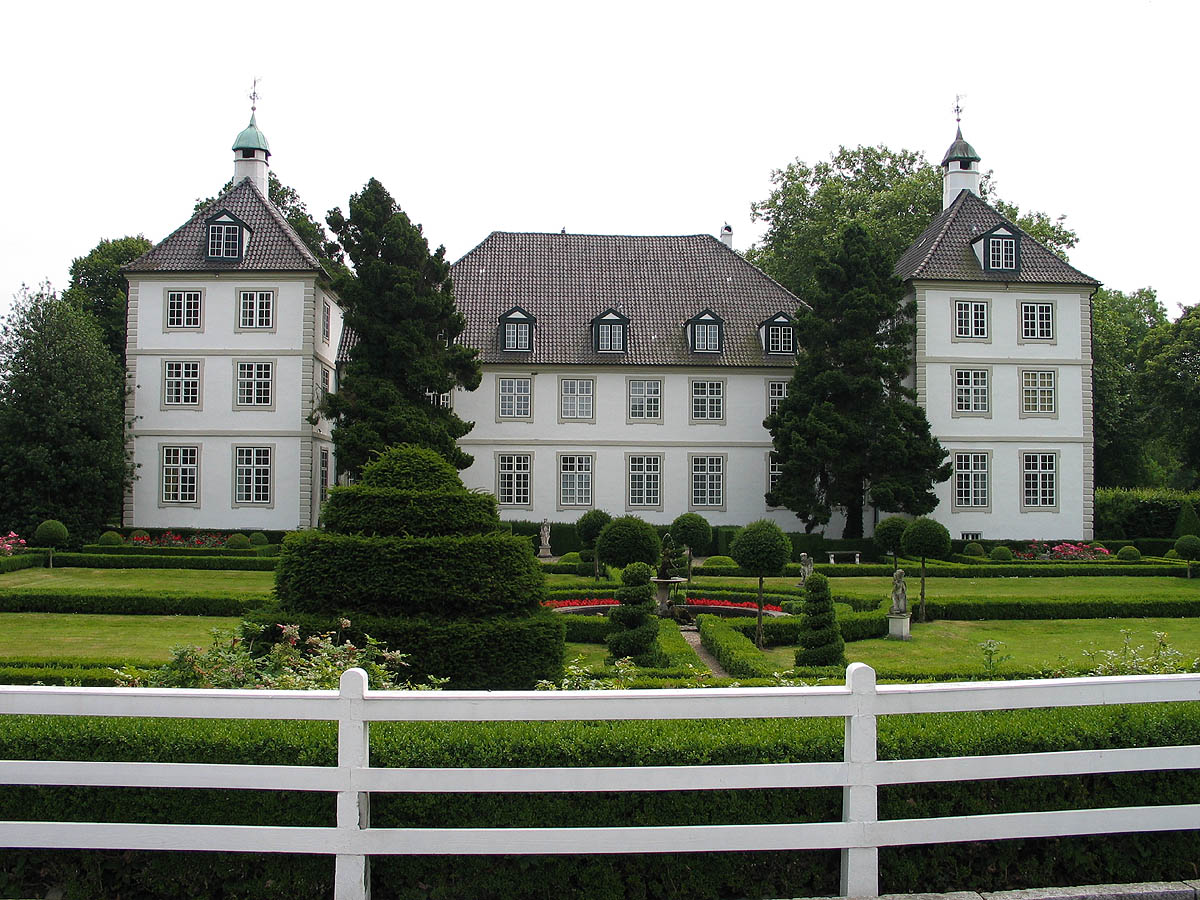
Das Herrenhaus auf Gut Panker

Das Torhaus auf Gut Jersbek

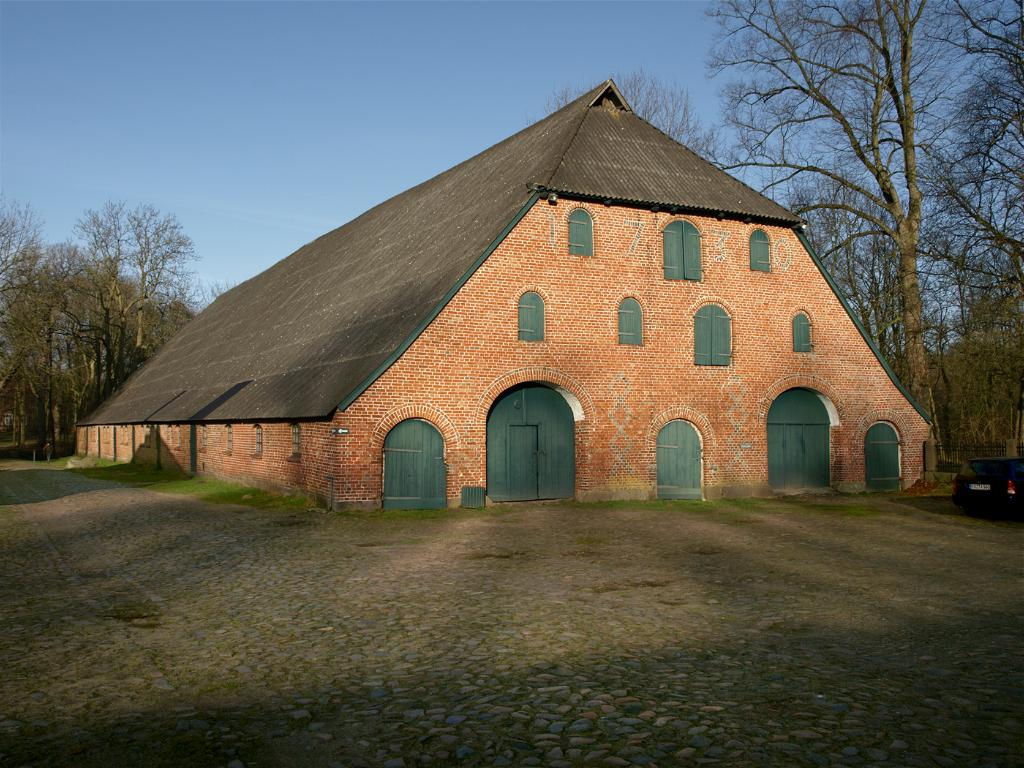
Das Kuhhaus auf Gut Emkendorf

Die adligen Güter haben ihren Ursprung im Mittelalter. In Schleswig und Holstein bildete sich aus Mitgliedern der bedeutendsten eingesessenen Familien und zugezogenen Rittern, die als Siedler der Sachsen ins Land kamen, eine Ritterschaft heraus. Die Schleswig-Holsteinische Ritterschaft wurde seit dem 12. Jahrhundert durch die Landesherren mit Grundbesitz belehnt, dies vor allem im Kolonialgebiet der einstmals wendischen, östlich gelegenen Landstriche. Für beide Seiten ergaben sich Vorteile. Die Ritter, die oftmals den Equites Originarii entstammten, errichteten Niederungsburgen oder Motten – arx oder castrum – genannt, die sowohl dem Schutz des Ritters und seiner Familie als auch der Sicherung des Landes dienten. Diese einfachen, aber befestigten Ansitze bildeten zumeist die Keimzellen der späteren Herrenhäuser. Im Gegenzug für die Sicherung des Landes wurden die Ritter zu Grundherren, denen die ansässigen Bauern Abgaben leisteten und die auf Wirtschaftshöfen, den sogenannten curia, Frondienste taten.
In den folgenden Jahrhunderten änderte sich die rechtliche Stellung der ursprünglich freien Bauern. Nachdem unter anderem mehrere Pestwellen zu einem Bevölkerungsrückgang führten und im Zuge der Reformation kirchliche Ländereien an den Adel übergingen, wurde es für die Grundherren wichtig, ihre Bauern an den Besitz zu binden und eine Abwanderung zu verhindern. Aus den einst freien Bauern wurden so zunehmend Leibeigene. Die Bauerndörfer wurden zum Teil niedergelegt und aus den einstigen Wirtschaftshöfen gingen die späteren Gutsdörfer hervor.

### Adlige Güter ab 1524
In der Großen Landesmatrikel von 1524 verlieh der dänische König Friedrich I. den Prälaten und Rittern das Recht, dass sie als Gutsbesitzer selbst „Recht über Hals und Hand“ sprechen durften. Sie erhielten also die sogenannte Hohe Gerichtsbarkeit ohne Einmischung der Landesherrschaft; dies im Unterschied zum (übrigen) Reich, wo die Blutgerichtsbarkeit den Landesherren vorbehalten war und nur ausnahmsweise an Lehnsnehmer weitergereicht wurde. Auch wurde die Leibeigenschaft – zu der allerdings auch eine Fürsorgepflicht gehörte – als rechtmäßig bestätigt. Die Güter der dazu befugten Ritter wurden in der Matrikel als Adliges Gut bezeichnet und die Herren hatten Stimme auf dem Landtag.
Aus den befestigten Sitzen des Mittelalters gingen nun die Güter hervor, wie sie zum Teil bis in die Gegenwart erhalten blieben. Aus den burgartigen Herrenhäusern (wie Nütschau) entwickelten sich im Laufe des 17. und 18. Jahrhunderts herrschaftliche Anwesen, die zunehmend ohne Befestigungsanlagen auskamen. Den Herrenhäusern wurden Höfe mit Torhaus, Scheunen, Stallungen und weiteren Wirtschaftsgebäuden vorangestellt, denen zumeist die Gutsdörfer folgten. Auch Mühlen, Meiereien und handwerkliche Betriebe gehörten zu den Gütern.
Die Adligen Güter waren innerhalb des Staatsgefüges im dänisch dominierten Schleswig-Holstein weitgehend selbstständig. Die Oberherrschaft über die Güterbezirke unterlag ab 1544 abwechselnd bei der dänischen Krone und dem herzoglichen Haus Schleswig-Holstein-Gottorf. Seit dem 17. Jahrhundert war nicht mehr der Status des Besitzers für die Qualifizierung eines Gutes als „adlig“ maßgeblich. Auch Bürgerliche konnten nun ein Adliges Gut besitzen. Die ehemaligen Privilegien des adligen Besitzers hafteten seit der Matrikel von 1652 als dingliche Rechte dem Gut selbst an. Die Rechte gingen ohne neue Verleihung auf jeden neuen Besitzer des Gutes über. Im Laufe des 18. Jahrhunderts schwand die Bedeutung der Landtage und damit der politische Einfluss der Gutsherren, Die wirtschaftliche und kulturelle Bedeutung der Güter hielt dagegen an.
Der aufgeklärte Kronprinzregent Friedrich (VI.) erließ 1804 eine Verordnung, wonach auf den adligen Gütern in Schleswig und Holstein mit Wirkung vom 1. Januar 1805 die Leibeigenschaft (Schollengebundenheit) mit allen unangemessenen Hand- und Spanndiensten „gänzlich und auf immer abgeschafft“ sein sollte (Bauernbefreiung). Im Laufe einiger Jahre wurde dies auch umgesetzt. Der Gutsbesitz ging zumeist in ein Pachtverhältnis über. In den gutsangehörigen Dörfern wurde die bäuerliche Selbstverwaltung bis 1867 durch einen Bauernvogt gewährleistet.
Mit der Einführung der preußischen Verfassung 1867 verloren die Adligen Güter ihre Gerichtsbarkeit und wurden in Gutsbezirken neu organisiert. Die Gutsbesitzer blieben bis zur Auflösung der Gutsbezirke 1928 jedoch weiterhin „Obrigkeit der untersten Verwaltungsebene“, also praktisch Bürgermeister legitimiert aus dem Grundeigentum für den Gutsbezirk.
Nach dem Ersten Weltkrieg wurden bei fast allen Adligen Gütern die bisherigen Zeitpachtdörfer (Schupflehen) von den Gutshöfen getrennt, die Bauern gegen geringe Renten zu freien Eigentümern gemacht; der Politiker Christian Graf zu Rantzau wirkte daran entscheidend mit. Nach dem Zweiten Weltkrieg mussten fast alle Meierhöfe ebenfalls von den Gütern abgetrennt werden. Das sogenannte 30.000-Hektar-Abkommen, eine Art freiwillige Bodenreform, die Flüchtlinge in Schleswig-Holstein nach dem Zweiten Weltkrieg zu Kleinbauern machte, kam unter der Vermittlung von Friedrich Herzog zu Schleswig-Holstein und Conrad Graf von Brockdorff-Ahlefeldt zustande. Sie erwies sich jedoch wirtschaftlich als Fehlschlag, denn 1958 führten lediglich 4246 Vertriebene in Schleswig-Holstein (von insgesamt 2,6 Millionen) einen eigenen land- oder forstwirtschaftlichen Betrieb und nur die Hälfte dieser Bauernstellen war über 10 Hektar groß, die meisten arbeiteten unwirtschaftlich und wurden verkauft oder aufgegeben. 1959 wurde die Bodenreform beendet.

### Gegenwart
Zahlreiche der einstmals adligen Güter existieren bis in die Gegenwart in Form landwirtschaftlicher Betriebe oder manchmal auch als touristisch genutzte Anlagen. Die meisten der Güter befinden sich weiterhin in privatem Besitz. Die einstigen gutsherrlichen Ländereien werden von den Familien im Eigenbetrieb bewirtschaftet oder sind häufig auch verpachtet. Einige der Anlagen dienen öffentlichen oder kulturellen Zwecken, wie beispielsweise Gut Salzau, das heute das Landeskulturzentrum beherbergt. 
Die Güter bilden innerhalb der Kulturlandschafts Schleswig-Holsteins eine bedeutende Dominante; häufig sind sie der Mittelpunkt der früheren Gutsdörfer und durch ihre Höfe, Zufahrtsalleen und die Felder begrenzenden Knicks prägende Bestandteile der Landschaft.

## Beispiele
Bekannte Güter sind unter anderem:
- Gut Panker
- Gut Hasselburg
- Gut Jersbek
- Gut Emkendorf
- Gut Güldenstein
- Gut Pronstorf
- Gut Neuhaus
- siehe auch Herrenhäuser in Schleswig-Holstein und Liste historischer Orte in Schleswig-Holstein

## Verwandte Begriffe
- Rittergut; dem Adligen Gut entsprechende Rechtsform mit Grundherrschaftsrechten und Landtagsfähigkeit (in anderen nord-, mittel- und ostdeutschen Ländern, in Bayern und Österreich: Hofmark)
- Herrenhaus; Wohngebäude des Gutsbesitzers eines Adligen Guts/Ritterguts
- Gutshof; herrschaftliche Form des Bauernhofs bzw. Wirtschaftsgebäude des Adligen Guts/Ritterguts
- Ansitz; steuerbefreiter Adelssitz ohne Grundherrschaftsrechte (in Tirol)
- Schloss; in Schleswig-Holstein und Mecklenburg: nur Wohngebäude der Landesherren oder Bischöfe, in anderen Regionen auch für stattliche Herrenhäuser gebräuchlich

## Nachweise
1. 1 2  I. Bubert, H. Walter: Gutshöfe, Schlösser und Herrenhäuser im östlichen Holstein, Seite 2
2. 1 2 3 4  Hubertus Neuschäffer: Schleswig-Holsteins Schlösser und Herrenhäuser, Seite 5
3. 1 2 3  J. Habich, D. Lafrenz, H. Schulze, L. Wilde: Schlösser und Gutsanlagen in Schleswig-Holstein, Seite 17
4. ↑  Hubertus Neuschäffer: Schleswig-Holsteins Schlösser und Herrenhäuser, Seite 6
5. 1 2  J. Habich, D. Lafrenz, H. Schulze, L. Wilde: Schlösser und Gutsanlagen in Schleswig-Holstein, Seite 18
6. 1 2 3  Hubertus Neuschäffer: Schleswig-Holsteins Schlösser und Herrenhäuser, Seite 9
7. ↑  I. Bubert, H. Walter: Gutshöfe, Schlösser und Herrenhäuser im östlichen Holstein, Seite 3
8. ↑  Die Bodenreform von 1945 in Schleswig-Holstein, in: Bauernblatt 16.03.2012. Siehe auch: Martin Gietzelt: Flüchtlinge. Am Anfang war die Not. In: Schleswig-Holstein von A bis Z. Gesellschaft für Schleswig-Holsteinische Geschichte